# Mathias Énard
Mathias Énard född den 11 januari 1972 i Niort, Frankrike, är en fransk författare.
Énard belönades 2015 med Goncourtpriset för sin roman "Boussole" (Kompassen). Han finns inte utgiven på svenska (2016).